# Orskov Mk VII
Der Containerschiffstyp Orskov Mk VII wurde in einer Serie von 22 Einheiten gebaut.

## Einzelheiten
Der Entwurf Orskov Mk VII des Schiffsingenieurbüros Knud E. Hansen aus Kopenhagen war im Wesentlichen eine verlängerte Variante des zuvor gebauten Orskov Mk VI. Die ersten drei Einheiten der Baureihe wurden in den Jahren 1992 und 1993 von der Fredrikshavner Ørskov Christensen Stålskibsværft gebaut. Von 1997 bis zum Jahr 2008 folgten weitere Einheiten des Bautyps, die auf der Werft Sedef Gemi Endustrisi in Tuzla entstanden.
Die Schiffe sind als Mehrzweck-Containerschiffe mit ganz achtern angeordnetem Deckshaus und bordeigenen Kränen ausgelegt. In der Hauptsache wurden sie im Containertransport eingesetzt. Die Kapazität betrug 1139 TEU. Die Schiffe der Serie verfügten über zwei an Backbordseite angebrachte Kräne mit 40 Tonnen Tragkraft.
Der Antrieb der Schiffe besteht bei den in Dänemark gebauten Schiffen aus einem MaK-Viertakt-Dieselmotor des Typs 8M601C mit einer Leistung von 10.000 kW, die später in der Türkei gebauten Schiffe erhielten einen von Mitsui in Lizenz von MAN-B&W gebauten Sechszylinder des Typs 6L60MC mit 15.600 PS oder später MAN-B&W 7S50MC-C mit einer Leistung von 10.500 kW aus der Fertigung in Frederikshavn. Der Motor treibt einen Wellengenerator und den Verstellpropeller an und ermöglicht eine Geschwindigkeit von 18 und später 19 Knoten. Weiterhin stehen bei den frühen Schiffen drei Hilfsdiesel des Typs MTU 8V396 mit jeweils 640 kW und ein Notdiesel-Generator zur Verfügung, später wurden unter anderem Motoren der Typen MAN B&W 6L16/24 aus Holeby und MAN D2866LE verwendet. Die An- und Ablegemanöver wurden durch ein Bugstrahlruder unterstützt.

## Bauliste (Auswahl)
| Orskov-Mk-VII-Containerschiffe | Orskov-Mk-VII-Containerschiffe | Orskov-Mk-VII-Containerschiffe | Orskov-Mk-VII-Containerschiffe | Orskov-Mk-VII-Containerschiffe                                     | Orskov-Mk-VII-Containerschiffe |
| Bauname                        | Bauwerft Baunummer             | IMO- Nummer                    | Ablieferung                    | Auftraggeber                                                       | Umbenennungen und Verbleib |
| ------------------------------ | ------------------------------ | ------------------------------ | ------------------------------ | ------------------------------------------------------------------ | --- |
| Ratana Sopa                    | Orskov 155                     | 9020338                        | 30. April 1993                 | Bøg Invest 3 (Terkol Rederierne, Aarhus)                           | Kiellegung als Merete, 1998 Dole Colombia, 1999 Maersk San Jose, 2003 Ratana Sopa, 2003 OSS Kolkata, 2004 P&O Nedlloyd Wellington, 2005 CEC Star, 2010 Dania Star, 2010 Thor Star, 2012 CS Star, 2013 Inga A., 2019 MSF Lady Haloum, ab 1. Dezember 2020 in Aliağa verschrottet. |
| Cathrine                       | Orskov 174                     | 9020340                        | 1. September 1993              | Bøg Invest 5 (Orion Rederierne, København)                         | 1993 TSL Valiant, 1996 Maersk La Guaira, 1997 Arktis Sun, 2004 Maersk Rio Haina, 2004 Aliança Atlantico, 2006 Polaris, 2008 Hvassafell, 2010 Polaris, 2010 Martine A., 2023 so in Fahrt.                                                                                         |
| Inger C.                       | Orskov 176                     | 9020352                        | 17. Dezember 1993              | Bøg Invest 6 (Sanexco Invest, Hellerup)                            | 1997 Arktis Star, 2001 Maersk San Juan, 2004 Aliança Pacifico, 2006 Pegasus, 2008 Akrafell, 2010 Natalia A., 2020 Inga A., 2023 so in Fahrt. |
| Mukaddes Kalkavan              | Sedef 109                      | 9126924                        | 3. Juli 1997                   | Kasif Kalkavan Kalkavan Shipmanagement                             | 2007 Eclips, 2017 Leyla Kalkavan, 2023 so in Fahrt. |
| Besire Kalkavan                | Sedef 110                      | 9139634                        | 5. Januar 1998                 | S. Kalkavan Kalkavan Shipmanagement                                | 2006 Clou Ocean, 2006 Vento di Nortada, 2011 Clou Ocean, 2013 AHS St. Georg, 2017 Watermark St.George, ab 21. Juli 2024 in Curaçao verschrottet. |
| Alkin Kalkavan                 | Sedef 111                      | 9139646                        | 19. Juni 1998                  | ALBE Kalkavan Schiffseigentumsgesellschaft Kalkavan Shipmanagement | 2006 MSC Kreta, 2011 Kreta, 2018 Kreta S, 2023 so in Fahrt. |
| Selma Kalkavan                 | Sedef 113                      | 9165449                        | 17. Mai 1999                   | Kalkavan Muse-Hamburg Kalkavan Shipmanagement                      | 2007 Echo, 2013 Francisco I, 2015 Nica I, 2016 Saiki, 2017 MTT Tanjung Manis, 2024 Manis 7, am 15. Februar 2024 zum Abbruch in Chittagong auf den Strand gesetzt. |
| Kasif Kalkavan                 | Sedef 120                      | 9236262                        | 30. November 2001              | Kanlika Denizcilik                                                 | 2015 Pacoba, 2021 SC Phoenix, 2023 so in Fahrt. |
| Orkun Kalkavan                 | Sedef 121                      | 9236274                        | 8. Juni 2002                   | ORKA Kalkavan Schiffseigentumsgesellschaft Kalkavan Shipmanagement | 2015 Pacul, 2021 SC Potomac, 2023 so in Fahrt. |
| Leyla Kalkavan                 | Sedef 121                      | 9236286                        | 19. November 2002              | Kalkavan Lese-Hamburg Kalkavan Shipmanagement                      | 2016 Asiatic Orchid, 2020 Pan GG, 2023 so in Fahrt. |
| Kaptan Ergun                   | Sedef 133                      | 9318242                        | 24. Juni 2005                  | Turkon Konteyner                                                   | 2005 Rio Lawrence, 2006 California, 2014 Rio Lawrence, 2014 Asiatic Freedom, 2017 Tiger Freedom, 2018 TC Symphony, 2023 so in Fahrt. |
| Sena Kalkavan                  | Sedef 134                      | 9318254                        | 19. September 2005             | Engin Denizcilik ve Ticaret Sirketi Kalkavan Shipmanagement        | 2016 Asiatic Jade, 2019 OEL Fortune, 2020 Sol Fortune, 2023 so in Fahrt. |
| Ecem Kalkavan                  | Sedef 135                      | 9318266                        | 13. Dezember 2005              | Sedef Gemi Insaati Kalkavan Shipmanagement                         | 2016 Asiatic King, 2023 so in Fahrt. |
| Irem Kalkavan                  | Sedef 136                      | 9322865                        | 28. Februar 2006               | Ecir Kalkavan Schiffseigentumsgesellschaft Kalkavan Shipmanagement | 2016 Asiatic Glory, 2019 OEL Progress, 2020 Sol Progress, 2023 so in Fahrt. |
| Dilara Kalkavan                | Sedef 137                      | 9322877                        | 15. Mai 2006                   | Sedi Kalkavan Schiffseigentumsgesellschaft Kalkavan Shipmanagement | 2012 Asiatic Dawn, 2021 Sol Stride, 2023 so in Fahrt. |
| Sedef Kalkavan                 | Sedef 138                      | 9322889                        | 18. Juli 2006                  | Sedi Kalkavan Schiffseigentumsgesellschaft Kalkavan Shipmanagement | 2012 Asiatic Eclipse, 2012 LBLPL Eclipse, 2012 Asiatic Eclipse, 2019 MTT Pengerang, 2023 so in Fahrt. |
| Alkin Kalkavan                 | Sedef 139                      | 9366421                        | 11. Oktober 2006               | Turkon Konteyner Tasimacilik Kalkavan Shipmanagement               | 2016 Asiatic Moon, 2023 so in Fahrt. |
| Besire Kalkavan                | Sedef 140                      | 9366433                        | 12. Januar 2007                | Sedef Gemi Insaati Kalkavan Shipmanagement                         | 2012 Asiatic Bay, 2014 Tiger Bay, 2016 Asiatic Bay, 2023 Sol Pioneer, 2023 so in Fahrt. |
| Kaptan Ergun                   | Sedef 141                      | 9366445                        | 6. Februar 2007                | Sedef Gemi Insaati Kasif Denizcilik                                | 2012 Asiatic Cloud, 2011 ZIM Australia, 2023 so in Fahrt. |
| Serap K                        | Sedef 142                      | 9366457                        | 10. April 2007                 | Engin Denizcilik ve Ticaret Sirketi Kalkavan Shipmanagement        | 2010 Asiatic Wave, 2017 Tiger Wave, 2018 Asiatic Wave, 2023 Medkon Perla, 2023 so in Fahrt. |
| Fürth                          | Sedef 143                      | 9366469                        | 29. Mai 2007                   | MS "Fürth" Schiffseigentumsgesellschaft Kalkavan Shipmanagement    | 2016 Asiatic Neptune, 2023 so in Fahrt. |
| Erkan K                        | Sedef 144                      | 9366471                        | 17. Juli 2007                  | Kalkavan Ermu-Hamburg Kalkavan Shipmanagement                      | 2016 Asiatic Liberty, 2022 ZIM New Zealand, 2023 so in Fahrt. |
| Murat K                        | Sedef 145                      | 9366483                        | 17. Oktober 2007               | Kalkavan Ermu-Hamburg Kalkavan Shipmanagement                      | 2016 Asiatic Island, 2023 so in Fahrt. |
| Selma Kalkavan                 | Sedef 146                      | 9366495                        | 21. März 2008                  | Kalkavan Ermu-Hamburg Kalkavan Shipmanagement                      | 2010 Asiatic Wind, 2021 CFS Wind, 2023 so in Fahrt. |
| Ceyla K                        | Sedef 147                      | 9366500                        | 30. Juli 2008                  | Sedef Gemi Insaati Turkon Konteyner Tasimacilik                    | 2016 Asiatic Horizon, 2021 CFS Horizon, 2023 so in Fahrt. |
| Berra K                        | Sedef 148                      | 9366512                        | 15. Juli 2009                  | Sedef Gemi Insaati Turkon Konteyner Tasimacilik                    | 2016 Sedef, 2019 Spirit of Dubai, 2023 so in Fahrt. |
| Daten: Miramar                 |                                |                                |                                |                                                                    | |